# Франсіско Нуньєс Олівера
Франсіско Нуньєс Олівера (ісп. Francisco Núñez Olivera; 13 грудня 1904 — 29 січня 2018) — іспанський довгожитель, вік якого підтверджено Групою геронтологічних досліджень (GRG), Книгою рекордів Гіннеса та Групою LongeviQuest (LQ). 11 серпня 2017 року після смерті Ісраеля Крісталя, він став найстарішим живим чоловіком у світі та був найстарішим живим чоловіком в Іспанії. На момент смерті він входив до топ 15 найстаріших підтверджених чоловіків у світі. Помер у віці 113 років, 47 днів.

## Біографія
Франсіско народився в Естремадурі 13 грудня 1904 року. У 19 років він пішов до армії та вирушив до Марокко, щоб взяти участь в Іспано-марроканській війні.
У 83 роки він овдовів. У 90 років йому видалили нирку, а в 98 років прооперували катаракту. У 2013 році у віці 108 років, він потрапив до лікарні з інфекцією сечовивідних шляхів і з того часу він був прикутий до інвалідного крісла. В останні роки життя він оглух на одне вухо.
13 грудня 2014 року він відсвяткував своє 110 річчя разом зі своєю сім'єю, на той він мав 4 дітей, 9 внуків, 14 правнуків та 91-річну сестру.
11 серпня 2017 року після смерті Ісраеля Крісталя він став найстарішим чоловіком на Землі.
Свій останній 113-тий день народження Франсіско відзначив із дочкою Марією. Коли його питали, скільки років він хоче прожити, він відповідав: що проживе ще кілька років.
Нуньєс Олівера помер в Б'єнвеніді, Естремадура, Іспанія, 29 січня 2018 року у віці 113 років і 47 днів. Після його смерті найстарішим чоловіком у світі став Масадзо Нонака.

## Рекорди довгожителя
- 13 грудня 2016 Олівейра став 13-ою людиною в Іспанії, яка офіційно досягла 112-річного віку.
- 11 серпня 2017 після смерті Ізраеля Криштала став найстарішим живим чоловіком на Землі.
- 13 грудня 2017 відзначив 113-річчя[19].